# Philhygra gyllenhalii
Philhygra gyllenhalii är en skalbaggsart som först beskrevs av Thomson 1856.  Philhygra gyllenhalii ingår i släktet Philhygra, och familjen kortvingar. Arten är reproducerande i Sverige.